# Cerodirphia candida
Cerodirphia candida är en fjärilsart som beskrevs av Lemaire 1969. Cerodirphia candida ingår i släktet Cerodirphia och familjen påfågelsspinnare. Inga underarter finns listade i Catalogue of Life.